# Pueblo de Álvarez
Pour les articles homonymes, voir Álvarez.
Pueblo de Álvarez est une ville de l'Uruguay située dans le département de Durazno. Sa population est de 51 habitants.

## Infrastructure
La ville est située entre les routes 14 et 100. Elle a une école, Escuela no 56.

## Population
| Année | Population |
| ----- | ---------- |
| 1996  | -          |
| 2004  | 51         |

Référence,.